# Angelo Maria Querini

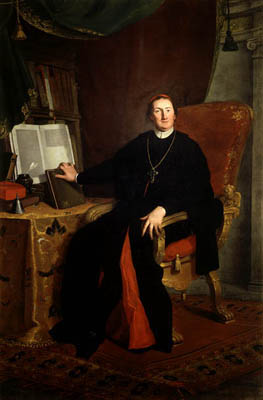
Kardinaal-aartsbisschop Querini, bibliothecaris van het Vaticaan

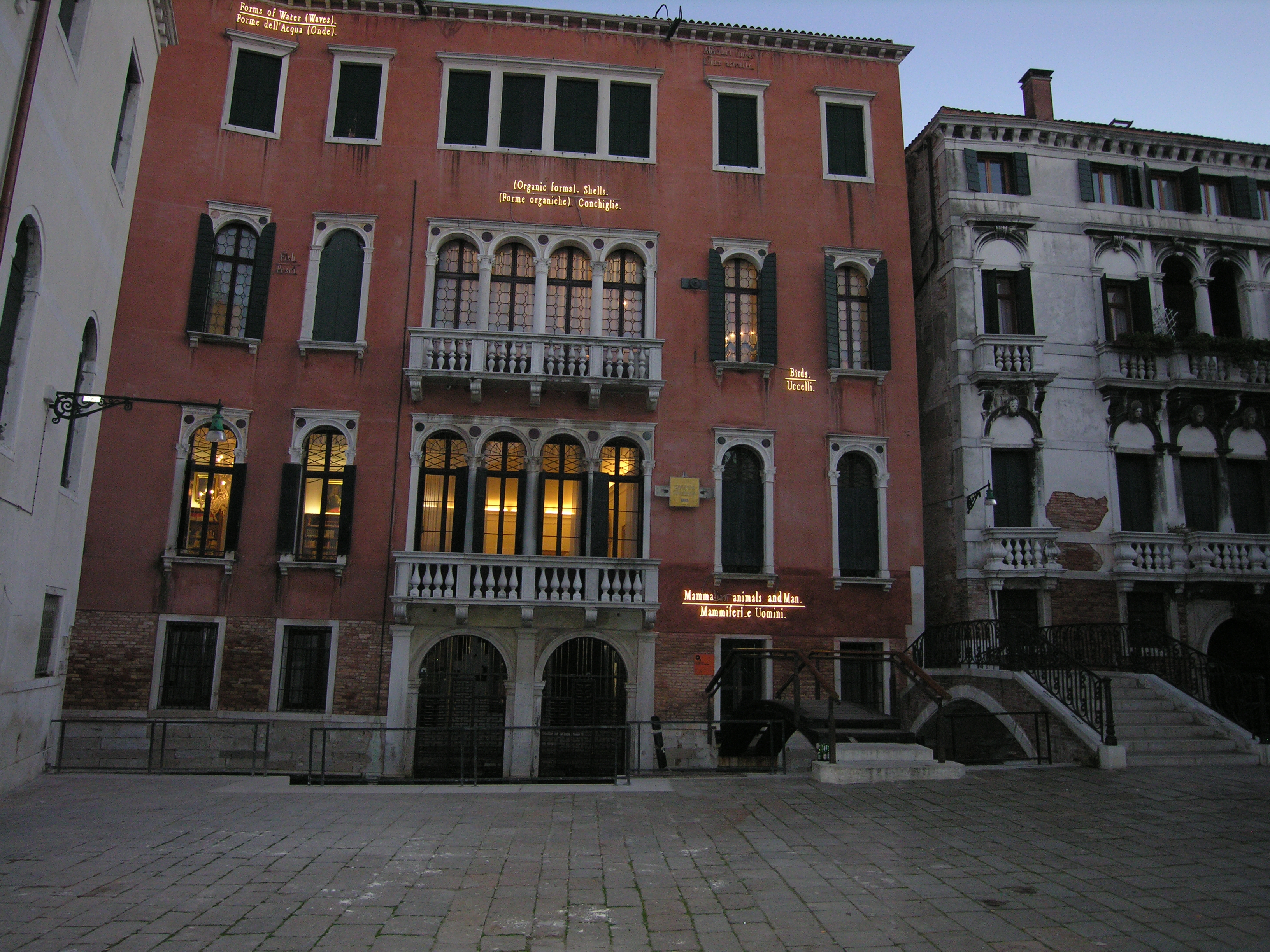
Paleis van de familie Querini in Venetië

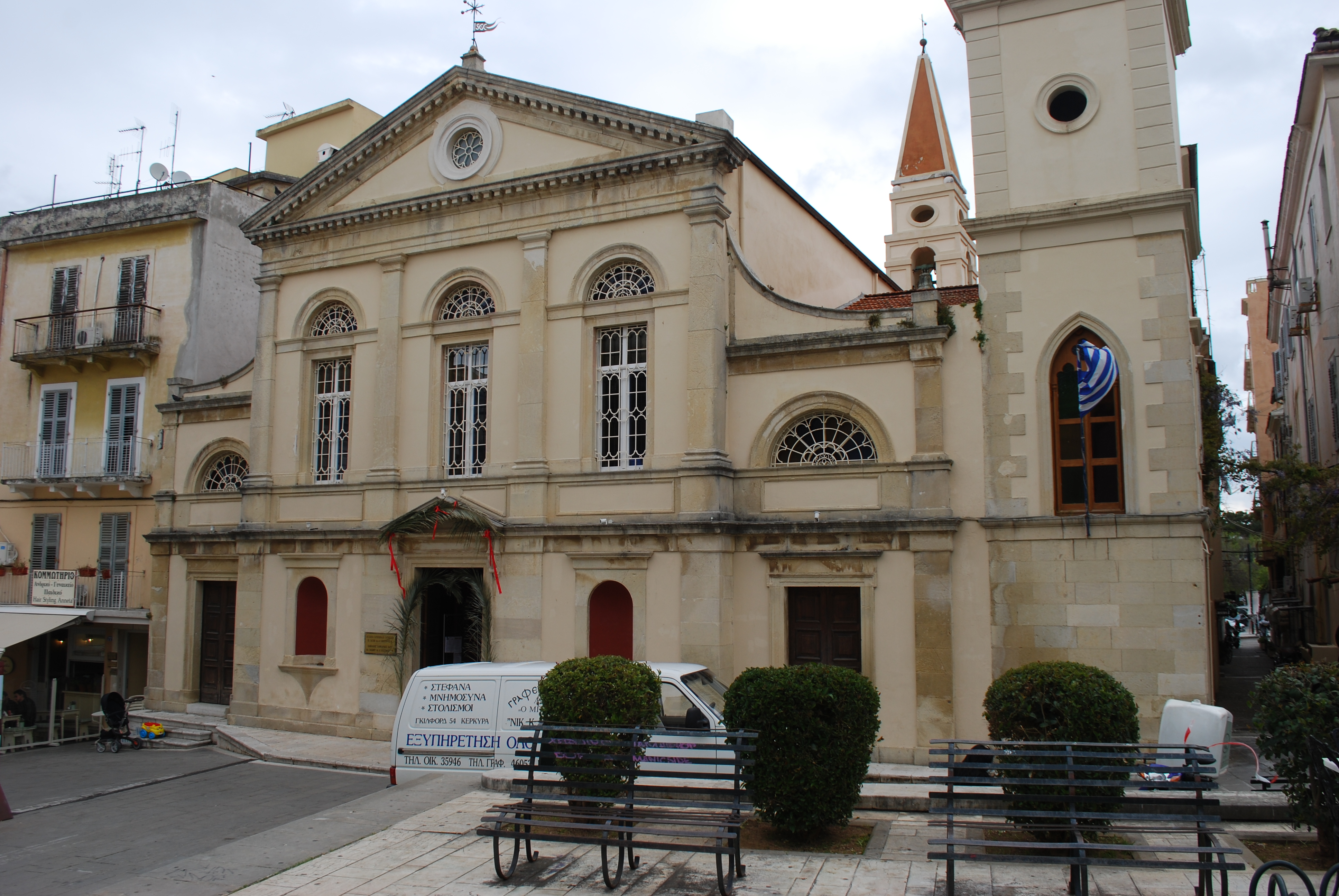
Rooms-katholieke kathedraal van Korfoe

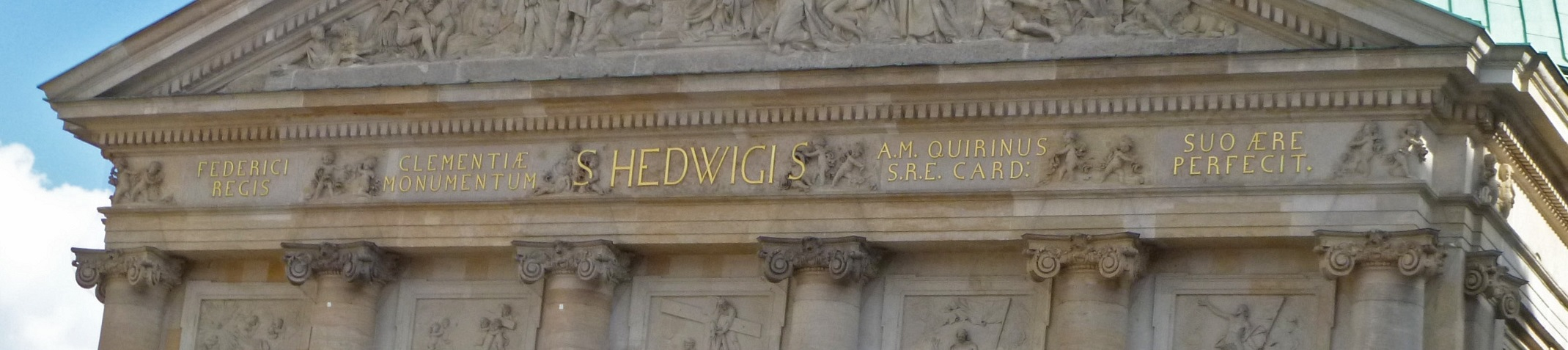
Naam van Querini op de Sint-Hedwigskathedraal van Berlijn

Girolamo Querini (Venetië, 30 maart 1680 – Brescia, 6 januari 1755) met kloosternaam Angelo Maria was benedictijner abt van Florence. Hij was patriarch-aartsbisschop van Korfoe (1723-1727) en bisschop van Brescia, met de titel van aartsbisschop van Brescia (1727-1755). Hij was ook kardinaal en bibliothecaris van de Vaticaanse Bibliotheek (1730-1755) alsook voorzitter van de Congregatie van de Index van Verboden Boeken (1740-1755).
Hij interesseerde zich in goede relaties met protestanten en anglicanen. Hij liet de eerste Rooms-katholieke kerk in Berlijn bouwen na de Reformatie, de latere Sint-Hedwigskathedraal.

## Levensloop

### Jonge jaren
Querini werd geboren als telg van een adellijke familie in Venetië. Zowel aan vaderszijde als moederszijde waren er familieleden die procurator waren van de San Marcobasiliek. Querini werd, zoals zijn broers, gestuurd naar Brescia, naar het Jezuïetencollege. Na negen jaar onderwijs wees hij een carrière af bij de Jezuïeten. Hij koos voor de orde der Benedictijnen (1696). 

### Benedictijn op reis
Het is in het benedictijnenklooster van Florence dat hij de kloosternaam Angelo Maria aannam. Hij bekwaamde er zich in archeologie en Griekse liturgie en studeerde af als kerkjurist. Hij gaf les als leraar Grieks aan benedictijnenschool van Cesena. In 1710 trok hij naar Verona, Beieren en de Republiek der Verenigde Nederlanden. Hij wijdde zich aan studies van protestantse theologie. In 1711 was hij aan de universiteit van Oxford om dezelfde reden; hij bestudeerde er de Anglicaanse ritus. Hij reisde verder via de universiteit van Leiden naar de Oostenrijkse Nederlanden. In Antwerpen maakte hij kennis met de bollandisten; hij trok via het aartsbisdom Kamerijk naar Frankrijk, waar hij 3 jaar verbleef. Hij studeerde in Lyon, Avignon en Marseille. In 1714 was hij terug in Florence; hij werd abt van de Benedictijnenabdij. Daar kreeg hij de opdracht van zijn orde de geschiedenis van de benedictijnen te schrijven. Querini aanvaardde de opdracht maar reisde verder door naar Rome, waar hij kennis maakte met Prospero Lambertini, de latere paus Benedictus XIV, en trok ook naar het koninkrijk Napels. Terug in Rome stelde hij aan paus Clemens XI zijn werk over de Benedictijnen voor. De paus weigerde omdat Querini hierin het dispuut over de stad Comacchio tussen pausen en Rooms-Duitse keizers beschreef. De paus stuurde hem weg om de Grieks-orthodoxe liturgie te bestuderen. Querini werd lid van de pauselijke commissie voor de herziening van Grieks-orthodoxe liturgie (1718).

### Aartsbisschop
Paus Innocentius XIII benoemde Querini tot aartsbisschop-patriarch van Korfou na zijn verkiezing aldaar (1723). Korfou was een Venetiaanse kolonie met Grieks-orthodoxe geloofspraktijk, wat Querini interesseerde. Hij bouwde goede relaties op met de orthodoxe leiders. Vervolgens benoemde paus Benedictus XIII hem tot bisschop van Brescia (1727), met de persoonlijke titel van aartsbisschop van Brescia. In hetzelfde jaar werd hij kardinaal. In Brescia stichtte hij een priesterschool en bezocht parochies.

### Kardinaalshoed
In 1727 ontving hij de kardinaalshoed. In Rome nam kardinaal Querini als titelkerk de Sant'Agostino (1727-1728) en, zoals vele kardinalen uit Venetië, de Basiliek van San Marco (1728-1743), dat een deel was van het Venetiaans paleis in Rome. Op het einde van zijn leven was hij kardinaal-priester van de Santa Prassede (1743-1755) op de Esquilijn heuvel.

### Titulair abt
Met zijn kardinalaat werd abt Querini titulair abt van de abdij van Vangadizza, een voormalig prins-abdijdom afhankelijk van de Heilige Stoel. De abdij bevond zich in de Republiek Venetië; actueel bevindt de abdij zich in de Italiaanse gemeente Badia Polesine. De abdij bezorgde hem belangrijke inkomsten via prebenden. Dit gold ook voor andere abdijen waarvan hij prebenden ontving: Leno (vanaf 1734); Rosazzo (vanaf 1740); San Stefano di Carrara (1741).

### Vaticaan

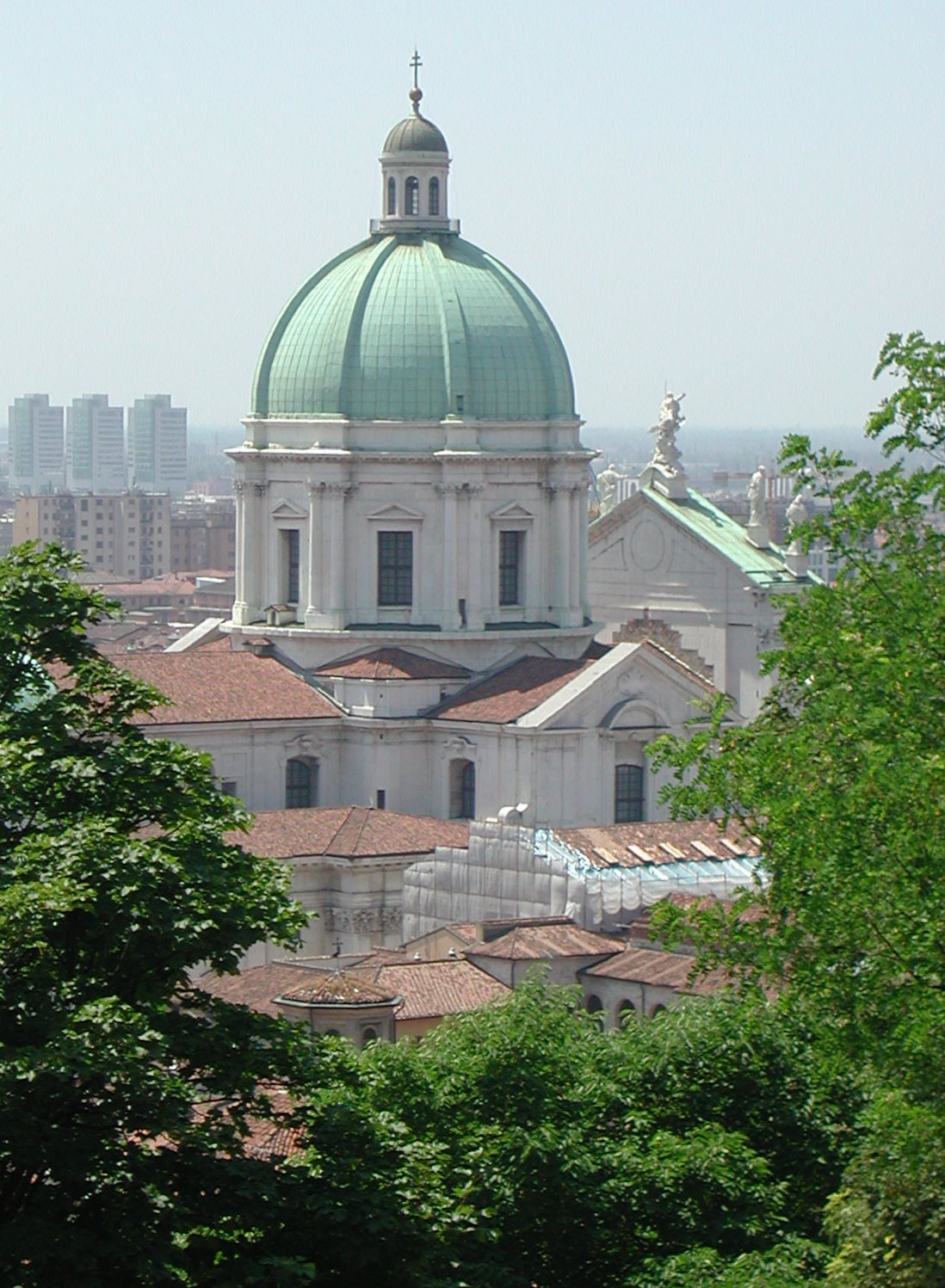
De Duomo Nuovo van Brescia liet Querini afwerken.

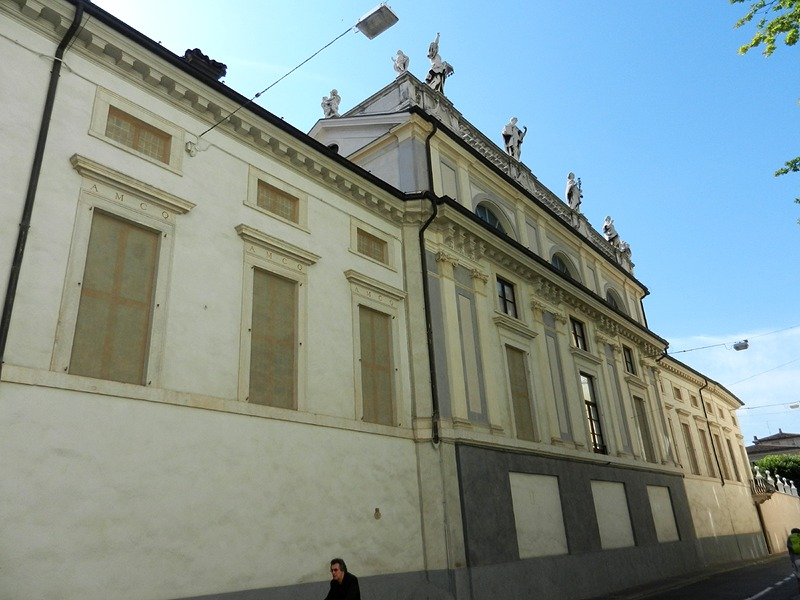
Bibliotheek van Querini in Brescia

Van 1730 tot 1751 leefde kardinaal-aartsbisschop Querini voor lange periodes in Rome. Dit had niet alleen met zijn kardinalaat te maken. In 1730 werd hij immers benoemd tot archivaris van de pauselijke archieven en tot bibliothecaris van de Vaticaanse bibliotheek. Het was een hoogtepunt van zijn carrière waarbij hij zijn studiewerk belangrijk kon uitbreiden. Hij schopte schandaal door het werk van Efrem Siro te publiceren. Hij bemiddelde ook tussen Venetië en de paus nadat een dienaar van de Venetiaanse ambassade vermoord was teruggevonden in Rome.
In 1740 werd zijn vriend paus onder de naam Benedictus XIV. De paus benoemde Querini tot prefect van de congregatie van de Index van Verboden Boeken (1740). De relaties tussen beide mannen bekoelde omwille van de toenadering tussen kardinaal Querini en Duitse protestanten, maar ook met Voltaire, een criticus van het pausdom. Met name met de Duitse theoloog Johann Georg Schelhorn had Querini een uitgebreide correspondentie. Het leidde tot nieuwe publicaties van Querini over de Reformatie. Toen Querini in 1743 bisschop van Padua wilde worden, stuurde Benedictus XIV hem weg. Keizerin Maria-Theresia benoemde Querini in 1747 tot lid van de Academie voor Wetenschappen in Wenen.
In 1748 reisde Querini naar het koninkrijk Pruisen. Hij sprak uitgebreid met koning Frederik II, die luisterde naar Querini’s vraag voor interreligieuze dialoog. Querini schonk belangrijke geldsommen voor de bouw van de kerk van Sint-Hedwig in Berlijn; Frederik II had de toestemming gegeven voor de bouw van een Rooms-katholieke kerk, de eerste maal sinds de Reformatie. De naam van Querini staat op het fronton van wat later de Sint-Hedwigskathedraal geworden is. Querini werd lid van de Pruisische Academie voor Wetenschappen (1748), alsook erelid van de Russische Academie voor Wetenschappen in Sint-Petersburg (1748).

### In ongenade bij Benedictus XIV
In 1750 wou Querini Duitse protestanten uitnodigen voor de viering van het Heilig Jaar 1750 in Rome; Benedictus XIV weigerde. Querini deed moeite om het boek van Montesquieu Esprit des Lois van de Index te houden, doch de paus zette door en het boek kwam op de Index van Verboden Boeken. In hetzelfde jaar mengde Querini zich in een dispuut tussen de paus en keizerin Maria-Theresia over de splitsing van het Patriarchaat van Aquileia ten voordel van Oostenrijk. Het kwam tot een openlijke breuk tussen Benedictus XIV en Querini (1751). Querini werd verwijderd van het pauselijk hof en trok zich terug in zijn bisdom Brescia. Hij bleef nochtans benoemd als archivaris en bibliothecaris van het Vaticaan, alsook als prefect van de Congregatie van de Index van Verboden Boeken.
In Brescia liet hij bouwwerken uitvoeren. In zijn bisschoppelijk paleis richtte hij een bibliotheek op; de Bibliotheca Queriniana bestaat heden nog altijd als stedelijke bibliotheek van Brescia. Querini verzamelde kunstwerken en oude boeken in Brescia.
Hij stierf in 1755 in Brescia en werd begraven in de Duomo Nuovo, door hem voltooid. 
Hij liet talrijke brieven en enkele geschiedkundige publicaties na.
- Bibsys: 99021420
- Biblioteca Nacional de España: XX1745645
- Bibliothèque nationale de France: cb11998634m (data)
- Catàleg d'autoritats de noms i títols de Catalunya: 981058529152706706
- Gemeinsame Normdatei: 119366444
- International Standard Name Identifier: 0000 0000 8076 5257
- Library of Congress Control Number: n82080188
- Nationale Bibliotheek van Tsjechië: mzk2016930300
- Nationale Bibliotheek van Israël: 987007299877105171
- Nederlandse Thesaurus van Auteursnamen: 134223829
- Réseau des bibliothèques de Suisse occidentale: 02-A011420325
- Istituto Centrale per il Catalogo Unico: SBLV225768
- Système universitaire de documentation: 070956162
- Virtual International Authority File: 19687593
- WorldCat: E39PBJqfGXTVbrJYk4fFpKR9Xd